# Condado de Bradford (Flórida)
O condado de Bradford (em inglês:  Bradford County) é um dos 67 condados do estado americano da Flórida. A sede e cidade mais populosa do condado é Starke. Foi fundado em 1858.

## Geografia
De acordo com o United States Census Bureau, o condado possui uma área de 778 km², dos quais 761 km² estão cobertos por terra e 17 km² por água. Localiza-se na região centro-norte do estado.

## Demografia
Segundo o censo nacional de 2010, o condado possui uma população de 28 520 habitantes e uma densidade populacional de 37,5 hab/km². Possui 11 011 residências, que resulta em uma densidade de 14,5 residências/km².
Das quatro localidades incorporadas no condado, Starke é a mais populosa e a mais densamente povoada, com 5 449 habitantes e densidade populacional de 291,8 hab/km². Brooker é a menos populosa, com 338 habitantes. De 2000 para 2010, a população de Hampton cresceu 16% e a de Brooker reduziu em 4%. Apenas uma localidade possui população superior a mil habitantes.